# Солець (Пясечинський повіт)
Солець (пол. Solec) — село в Польщі, у гміні Ґура-Кальварія Пясечинського повіту Мазовецького воєводства.
Населення — 680 осіб (2011).
У 1975-1998 роках село належало до Варшавського воєводства.

## Демографія
Демографічна структура станом на 31 березня 2011 року:
|          | Загалом | Допрацездатний вік | Працездатний вік | Постпрацездатний вік |
| -------- | ------- | ------------------ | ---------------- | -------------------- |
| Чоловіки | 342     | 79                 | 241              | 22                   |
| Жінки    | 338     | 85                 | 199              | 54                   |
| Разом    | 680     | 164                | 440              | 76                   |